# Piero Morgia
Piero Morgia (Roma, 25 giugno 1942) è un attore italiano.

## Biografia
Fa il suo esordio sul grande schermo interpretando uno dei ragazzi di borgata in Accattone di Pier Paolo Pasolini; in seguito interpreta diversi ruoli in alcune commedie degli anni sessanta.

## Filmografia parziale

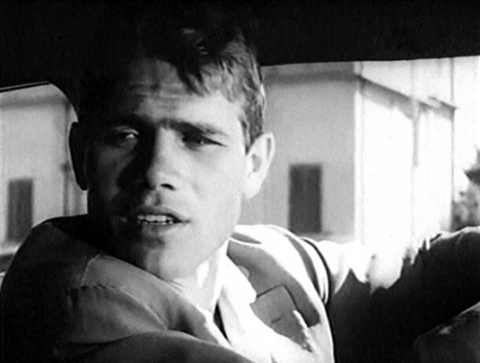
Piero Morgia in Accattone (1961)

- Accattone, regia di Pier Paolo Pasolini (1961)
- Mamma Roma, regia di Pier Paolo Pasolini (1962)
- Una vita violenta, regia di Paolo Heusch e Brunello Rondi (1962)
- Mare matto, regia di Renato Castellani (1963)
- Il comandante, regia di Paolo Heusch (1963)
- 00-2 agenti segretissimi, regia di Lucio Fulci (1964)
- Il disco volante, regia di Tinto Brass (1964)
- Un fiume di dollari, regia di Carlo Lizzani (1966)
- Come svaligiammo la Banca d'Italia, regia di Lucio Fulci (1966)
- Sicario 77, vivo o morto, regia di Mino Guerrini (1966)
- Trappola per sette spie, regia di Mario Amendola (1967)
- La ragazza del bersagliere, regia di  Alessandro Blasetti (1967)
- ...dai nemici mi guardo io!, regia di Mario Amendola (1968)
- Una breve stagione, regia di Renato Castellani (1969)
- La caduta degli dei, regia di Luchino Visconti (1969)
- Metello, regia di Mauro Bolognini (1970)
- Lo scopone scientifico, regia di Luigi Comencini (1972)
- Arrivano Joe e Margherito, regia di Giuseppe Colizzi (1974)
- Al di là del bene e del male, regia di Liliana Cavani (1977)
- Due pezzi di pane, regia di Sergio Citti (1979)
- Il vizietto II (La cage aux folles II), regia di Édouard Molinaro (1980)
- Dance Music, regia di Vittorio De Sisti (1983)
- Cinecittà Cinecittà, regia di Vittorio De Sisti - miniserie TV (Rai 2, 1985)
- Big Man, regia di Steno, 1º-3º episodio - miniserie TV (1988)
- Un inviato molto speciale, regia di Vittorio De Sisti - serie TV (1992)